# Castello di Lesignano
Das Castello di Lesignano ist eine abgegangene mittelalterliche Höhenburg auf den Hügeln in der Nähe des Ortszentrums von Lesignano de’ Bagni in der italienischen Region Emilia-Romagna.

## Geschichte
Die Burg wurde in unbekannter Zeit zur Bewachung des rechten Ufer des Parmabaches auf den Höhen östlich der mittelalterlichen Siedlung Lesignano errichtet.
Das erste Zeugnis ihrer Existenz stammt vom 3. April 1405, als das Gebäude, das Pietro und Giacomo de’ Rossi gehörte, während der Streitigkeiten zwischen den Rossis und den Terzis von den Truppen unter der Führung von Guido Torelli angegriffen und erobert wurde.
1464 vermachte Pier Maria II. de’ Rossi die Festung in seinem Testament Ottaviano, der, obwohl formell ein Sohn von Bianca Pellegrini, seiner Geliebten, und deren Gatten Melchiorre Arluno, tatsächlich sehr wahrscheinlich ein leiblicher Sohn des Grafen Pier Maria war. Dennoch starb Ottaviano vor Pier Maria, was dazu führte, dass die Besitzungen, die ihm zugedacht waren, an den Haupterben Guido de’ Rossi fielen.
Der desaströse Krieg der Rossis, der Anfang 1482 begann, brachte die Pläne von Pier Maria, der am 1. September desselben Jahres im benachbarten Castello di Torrechiara starb, durcheinander. Nach der Erbteilung fiel Lesignano an Guido de’ Rossi, aber wenige Monate später wurde das Lehen von Ludovico Sforza konfisziert.
Nach der Eroberung des Herzogtums Mailand durch den französischen König Ludwig XII. fiel die Burg zurück an die Rossis in die Hände von Giulio Cesare, dem Grafen von Caiazzo. Letzterer entführte 1539 Maddalena Sanseverino, die erste Gattin des Grafen Roberto Ambrogio Sanseverino und Erbin des Lehens Colorno, und er heiratete sie. Papst Paul III. verurteilte Giulio Cesare de’ Rossi kraft seiner Funktion als Herrscher von Parma, das seit 1521 zum Kirchenstaat gehörte, zur Konfiszierung seiner Besitzungen in der Provinz Parma, ließ das Castello di Lesignano bis auf die Grundmauern niederreißen und investierte seinen Enkel Sforza I. Sforza di Santa Fiora in das Lehen.
Von der Burg hat sich jede Spur verloren.